# Inge Borkh
Inge Borkh (nascuda Ingeborg Simon, Mannheim, Alemanya, 26 de maig de 1921 - Stuttgart, Baden-Würtenberg, Alemanya, 26 d'agost de 2018) va ser una soprano dramàtica d'òpera alemanya. Es va establir per primera vegada a Suïssa, on va rebre l'atenció internacional quan va aparèixer en la primera actuació en alemany de The Consul, de Gian Carlo Menotti, a Basilea, el 1951. El 1952, Borkh es va convertir en membre de la Deutsche Oper Berlin i de l'Òpera Estatal de Baviera de Múnic. Va aparèixer als principals teatres d'òpera d'Europa i Amèrica, i en festivals com Bayreuth i Salzburg. Formada primer com a actriu, va ser admirada tant pel cant com per la presència escènica, especialment en els papers de Richard Strauss Salomé i Elektra. També va actuar en òpera contemporània, com fou l'estrena d'Ashmedai, de Josef Tal, a Hamburg el 1971. Els seus enregistraments inclouen òperes completes i recitals. Borkh va rebre el Hans-Reinhart-Ring, el màxim honor per als professionals del teatre a Suïssa.

## Primers anys i formació
Borkh va néixer a Mannheim, el 1921, tot i que algunes fonts indiquen 1917 com l'any del seu naixement. El pare, diplomàtic, era jueu. La família va abandonar Alemanya el 1933 i es va traslladar a Àustria. Ella es va formar com a actriu al Seminari Max Reinhardt de Viena i també va tenir una mica de formació en dansa, que li van servir molt a l'òpera, ja que es va fer coneguda tant per la seva veu com per la seva intensitat dramàtica. Va aparèixer al Burgtheater de Viena mentre encara estudiava. Borkh va treballar com a actriu, primer al Landestheater Linz, a Àustria, des de 1937. La família es va traslladar a Suïssa el 1938, on va ser contractada pel Teatre de Basilea.

## Carrera

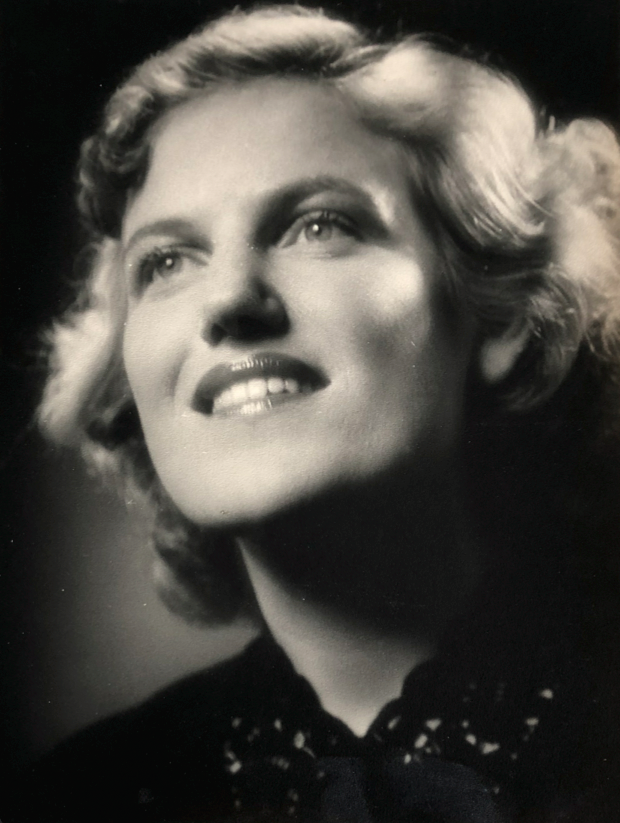
Inge Borkh al 1951

Borkh va estudiar veu a Milà, Itàlia, amb Vittorio Moratti i més tard al Mozarteum de Salzburg, i va fer el seu debut operístic el 1940, a Lucerna com a Czipra, a l'opereta Der Zigeunerbaron, de Johann Strauss, ara sota el seu nom artístic Inge Borkh. Després va aparèixer com a Agathe a Der Freischütz, de Weber. Va romandre a Suïssa durant la Segona Guerra Mundial, actuant a Basilea, Lucerna i Zuric. El 1951 va cantar el paper de Magda a la primera representació en llengua alemanya de El cònsol, de Menotti, a Basilea, que va aconseguir un reconeixement internacional. Des de 1952 va ser membre de la Deutsche Oper Berlin i de l'Òpera Estatal de Baviera de Múnic, després d'haver aparegut a tots dos teatres com a convidada des de 1950. També el 1952 va aparèixer al Festival de Bayreuth, com a Freia a Das Rheingold, de Wagner, i com a Sieglinde al seu Die Walküre. El mateix any va actuar al Festival d'Edimburg en la producció de l'Òpera Estatal d'Hamburg de Fidelio, de Beethoven, com a Leonore, amb Lisa della Casa com a Marzelline. El crític musical de The Times va escriure aleshores: «Mme. Inge Borkh és esplèndida: en la figura i el vestit té més versemblança del que la majoria de sopranos poden imposar... canta amb llibertat i ardor; ella és la idea encarnada de Beethoven». Després d'això, Borkh va actuar als principals teatres d'òpera d'Europa, a Hamburg, Stuttgart, Barcelona, Lisboa, Londres, Milà i Nàpols, entre d'altres.
A començaments de l'any 1953 cantava al Gran Teatre del Liceu de Barcelona la Leonore de Fidelio, de Beethoven, i a finals d'any, al 25 de setembre, va debutar als Estats Units a l'Òpera de San Francisco en el paper principal d'Elektra, de Richard Strauss, a la War Memorial Opera House, dirigida per Georg Solti, que també estava fent el seu debut americà. La seva associació amb San Francisco li va proporcionar un plaer particular: «Vaig cantar gairebé tot el que podia fer allà. Fins i tot Lady Macbeth i Turandot. No em van encasellar, com en altres llocs. Aquí fins i tot vaig cometre el crim d'encarnar la gentil Elsa a Lohengrin. Després vaig anar a casa amb el meu marit i vaig plorar. Va ser espantós. Va ser horrible. Vaig cantar terriblement. No obstant això, un crític va escriure que era fabulosa, que s'havia trobat una nova Flagstad. No ho vaig tornar a intentar mai més».
El 1954, Borkh va aparèixer a Rio de Janeiro; el mateix any va actuar al Florence Maggio Musicale com a Eglantine a Euryanthe, de Weber, dirigida per Carlo Maria Giulini, i el 1955 al Festival de Salzburg, com a Cathleen a l'estrena d'Irische Legende, d'Egk. Va ser Elektra allà el 1957, dirigida per Dimitri Mitropoulos, i va aparèixer com a Klitaemnestra a Iphigenie in Aulis, de Gluck, el 1962 i el 1963. El 1956 va interpretar el paper de la reina Isabel a l'estrena nord-americana de Gloriana de Britten, dirigida per Josef Krips, que juntament amb Fritz Reiner era un dels seus directors preferits.

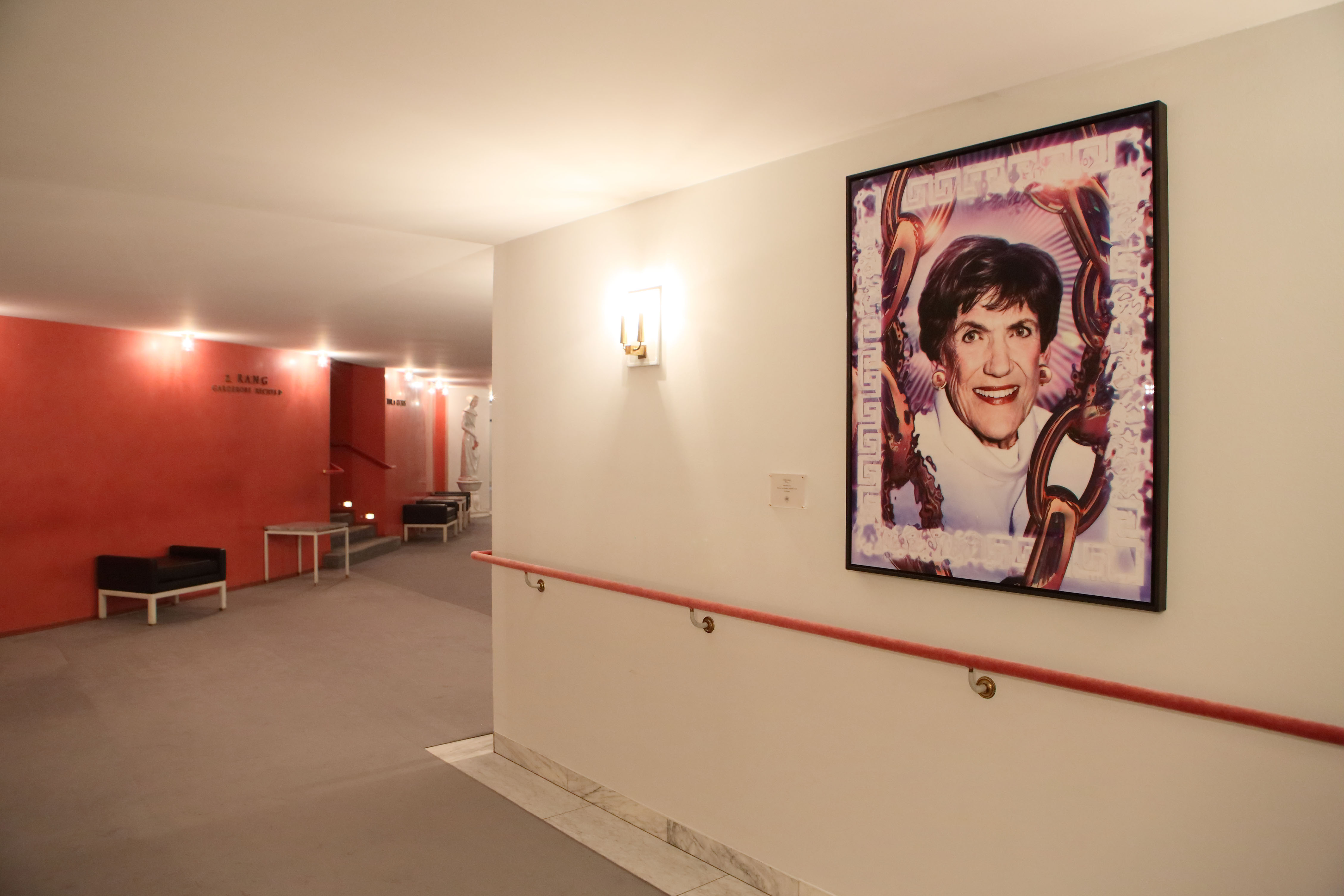
Inge Borkh, a la galeria de retrats del Teatre Nacional de Múnic.

El debut de Borkh al Metropolitan Opera de Nova York va ser el 1958. Hauria estat abans, però el gerent de la casa, Rudolf Bing, volia que ella interpretés el paper principal a Salomé, cosa que va declinar repetidament. Va sentir com si en aquella casa el paper pertanyés a la seva contemporània, Ljuba Welitsch. Borkh finalment va acceptar la invitació de Bing i va interpretar Salomé, amb Mitropoulos com a director. En la mateixa temporada va cantar el paper de Sieglinde, i el 1971 va alternar amb Christa Ludwig com a dona del tintorer a Die Frau ohne Schatten. Va fer un total de 22 aparicions amb la companyia. El seu debut alCovent Garden va ser el 1959 a Salomé, dirigida per Rudolf Kempe. Les seves úniques altres aparicions van ser el 1967 com a Dyer's Wife, dirigida per Solti. Els nous papers l'any 1962 van incloure aparicions a The Alcestiad, de Louise Talma, a l'Òpera de Frankfurt i a l'estrena de l'Ashmedai, de Josef Tal, a l'Hamburgische Staatsoper el 1971, dirigida per Gary Bertini.

En un estudi retrospectiu de la seva carrera publicat a Opera News el 2001, el crític Martin Bernheimer va escriure:
| « | Fins i tot quan va retratar l'heroisme, la luxúria o la misèria monstruosos, d'alguna manera va aconseguir traspuar la qualitat que acostumàvem a anomenar feminitat, sense oblidar la generositat i una humanitat innata. Un sentia una certa fragilitat sota la seva bravesa. La intensitat emocional era la seva especialitat, però mai la va confondre amb la histèria. L'exageració no era el seu estil. I la seva veu? És difícil recordar aquella veu meravellosa sense recordar la seva cara. Totes dues eren vibrants, lluminoses, sensuals. Totes dues es van utilitzar de manera agressiva però amb gràcia, en la recerca d'una comunicació honesta. Borkh no es feia amb els tòpics. | » |

Borkh es va retirar de l'òpera el 1973 després de set representacions d' Elektra a Itàlia. Va ser guardonada amb el Hans-Reinhart-Ring, el màxim honor suís per als professionals del teatre. Va tornar breument al teatre com a actriu i durant un temps es va convertir en chanteuse en un teatre de cabaret.

## Enregistraments
Només una de les actuacions de Borkh es va gravar en pel·lícula, The Dyer's Wife a Múnic, però hi ha gravacions d'àudio d'algunes de les seves actuacions. Tant les obres completes com els fragments d'una àmplia gamma d'actuacions són disponibles en CD. Les obres completes inclouen Irische Legende, d'Egk, Iphigénie, de Gluck, i Salomé i Elektra, dirigides totes dues per Mitropoulos. També va gravar Elektra el 1960 amb el cor i l'orquestra Staatskapelle Dresden, dirigida per Karl Böhm (Deutsche Grammophon 445 329-2). Va aparèixer en altres enregistraments complets de les Antigonae, d'Orff, dirigides per Ferdinand Leitner, Médée, de Cherubini, dirigida per Vittorio Gui, Die Frau ohne Schatten el 1963, dirigida per Joseph Keilberth, i les actuacions de 1952 del Bayreuth Festival, Das Rheingold i Die Walküre, també dirigida per Keilberth. Turandot sencera es va gravar per a Decca, dirigida per Alberto Erede, al costat de Mario del Monaco, Renata Tebaldi i Nicola Zaccaria.
Borkh es pot escoltar en CD interpretant Scenes from Elektra and Salome, dirigida per Reiner als anys 50 (RCA Victor 09026 68636-2). Per a Decca va gravar un recital operístic en el qual va cantar sobretot àries d'òperes italianes. Va participar en un enregistrament de 1961 de les simfonies de Beethoven amb la Royal Philharmonic Orchestra, dirigida per René Leibowitz, interpretant el solo de soprano a la Novena al costat de Ruth Siewert, Richard Lewis i Ludwig Weber. El 1965 va gravar el paper de Tove a Gurre-Lieder, de Schoenberg, dirigida per Rafael Kubelik, per a Deutsche Grammophon.

## Vida personal
Borkh es va casar dues vegades; el seu segon marit va ser el baríton Alexander Welitsch (1906–1991).
Va morir a Stuttgart el 26 d'agost de 2018.

## Per llegir-ne més
- Rosenthal, Harold i Warrack, John (eds. ), "Borkh, Inge", The Concise Oxford Dictionary of Opera, 2a edició, Oxford University Press, 1979. pàg. 58